# Sulpice II d'Amboise
Sulpice II d'Amboise, dit le Hutin (né vers 1105 et mort le 24 août 1153), a été seigneur d'Amboise, de Chaumont-sur-Loire, et de Montrichard (actuelle région Centre-Val de Loire). 
Il était le fils aîné du vicomte Hugues Ier d'Amboise.

## Biographie

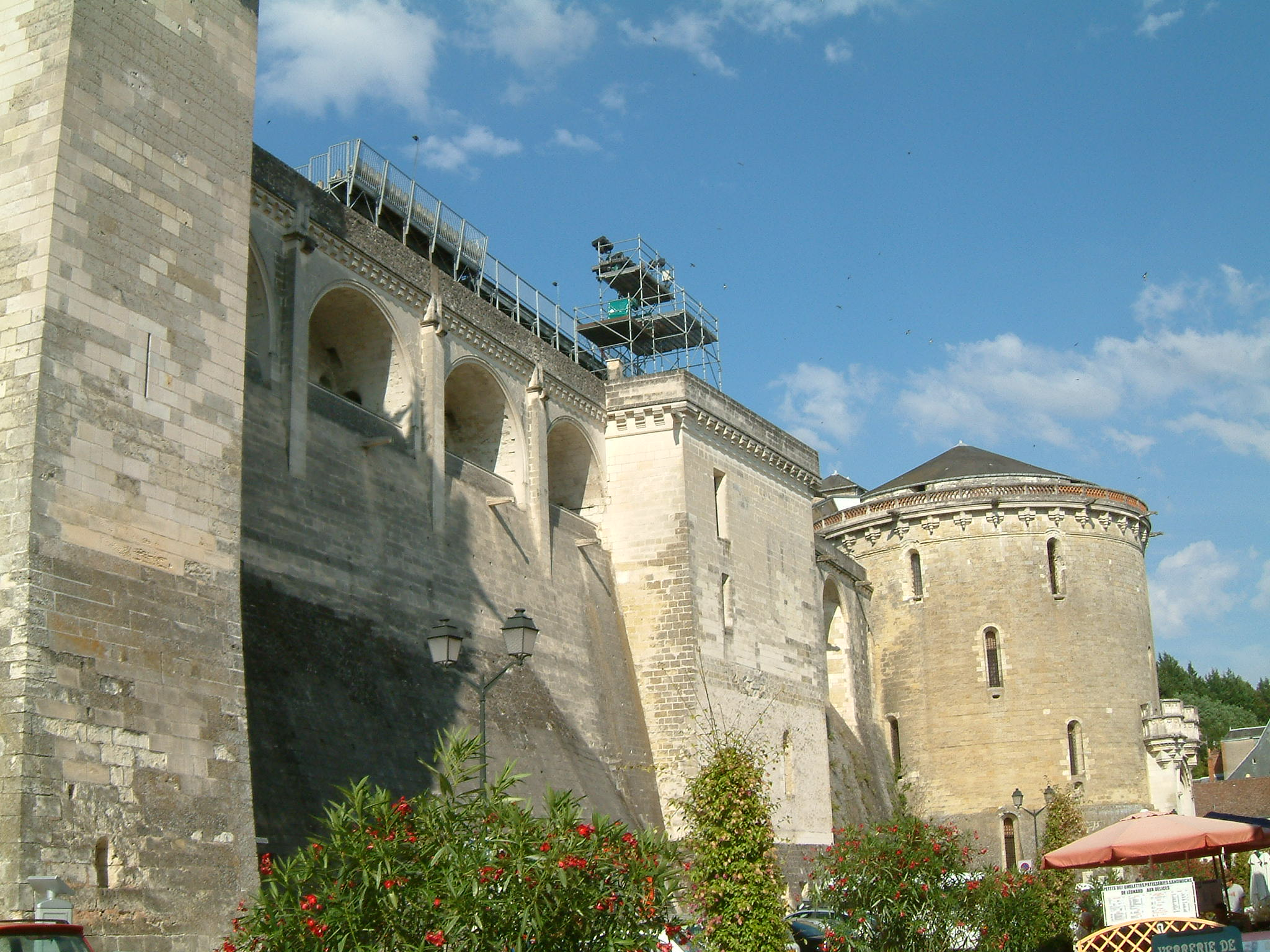
Château d'Amboise.

Seigneur de plusieurs terres que se disputent les comtes de Blois et les Plantagenêt, Sulpice II voulut, à l'instar de son père, s'affranchir de la tutelle des comtes d'Anjou.
En 1129, il se maria avec Agnès de Donzy (Nièvre), avec qui il eut deux fils, Hugues et Hervé, ainsi que deux filles : Denise, qui épousa Ebbon de Déols, et Elisabeth, qui se maria à André d'Alluyes.
En 1135, comme il refusait de se soumettre, le nouveau comte d'Anjou, Geoffroy le Bel se porta, avec son armée, sous les murs d'Amboise. Sulpice II, soutenu par les seigneurs du pays chartrain, du Blésois, de l'Orléanais, et du Berry lui infligea une sanglante défaite.

Dans les années qui suivirent de nombreuses guerres éclatèrent en Anjou entre le vassal et son suzerain, mais aussi, entre Sulpice II et ses voisins. Au cours d'une bataille, Sulpice II réussit à faire prisonnier Geoffroy III de Vendôme, après avoir mis en déroute son armée composée de plus de 7 000 hommes. Il battit ensuite, à Cangey, à deux lieues d'Amboise, l'armée du sénéchal Bouchard de Saint-Amand-de-Vendôme, seigneur de Châteaurenaud, qu'il fit prisonnier avec sept autres chevaliers. Il les enferma tous dans sa forteresse d'Amboise. 

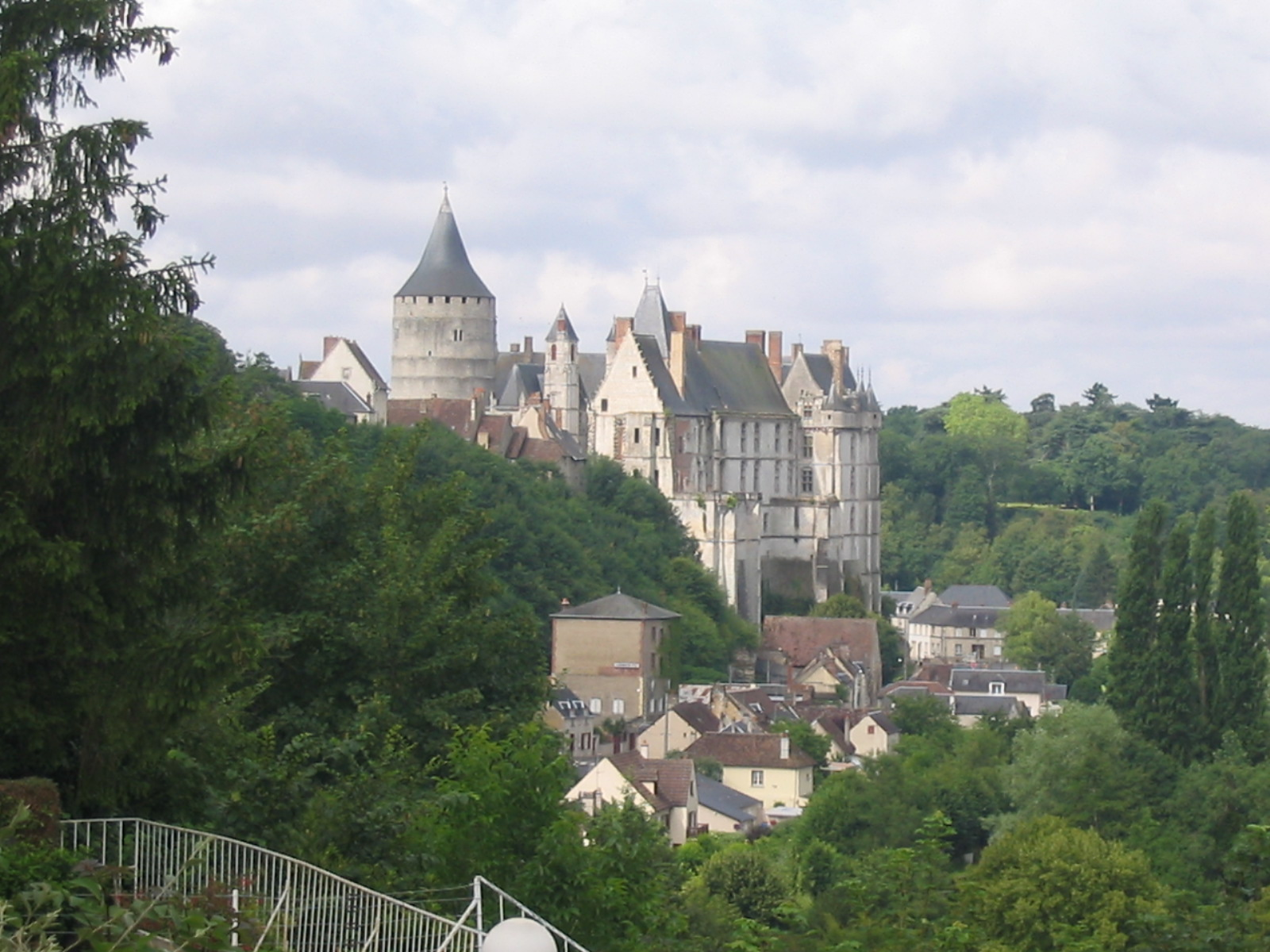
Château et donjon de Châteaudun

 Plus tard, en 1136, il réussit, à nouveau, à battre l'armée du comte de Vendôme, près de Villechauve et à faire prisonnier Jean Ier de Vendôme, fils du comte de Vendôme, qu'il enferma, dans son château de Chaumont-sur-Loire. Il eut par la suite de graves démêlés avec Thibaut IV, comte de Blois, qui, grâce à une trahison, réussit, à s'emparer de lui et à l'enfermer, à son tour, dans son donjon de Châteaudun. Là, voulant que Sulpice II lui cède son château de Chaumont, il lui fit subir, chaque jour, La castata, une effroyable torture qui consistait à l'allonger sur un lit de fer, placé sur un brasier, et à ne le retirer que lorsqu'il risquait de perdre la vie.

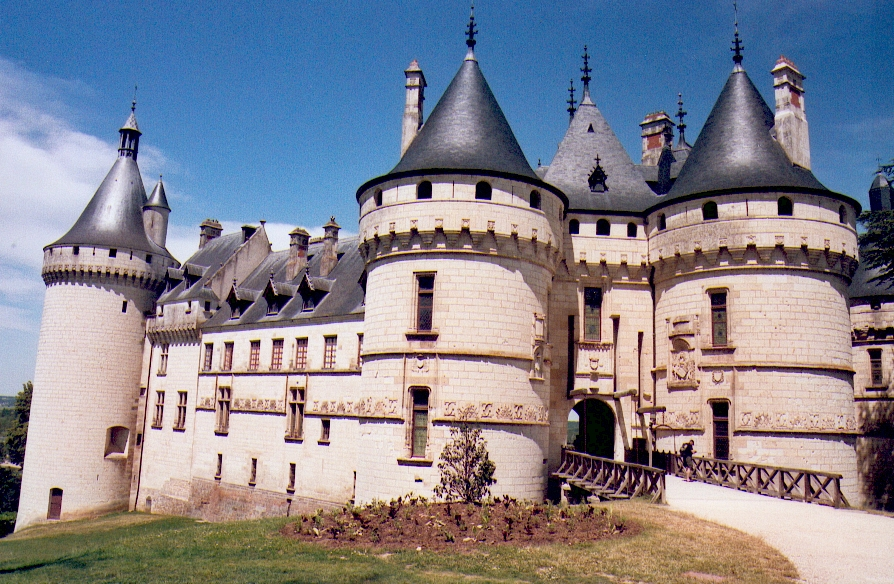
Château de Chaumont-sur-Loire.

Sulpice II d'Amboise mourut de ces tortures quelques jours après, le 24 août 1153, sans avoir cédé son château de Chaumont. Ses deux fils, Hervé et Hugues III d'Amboise, qui avaient été capturés en même temps que lui, ne furent libérés que sur l'intervention de leur cousin, Henri Plantagenet, futur roi d'Angleterre.

## Descendance
De son mariage avec Agnès de Donzy, il a eu:
- Hugues II d'Amboise (1140 - 1210), seigneur d'Amboise ;
- Hue, mariée à Guillaume d'Harcourt ;
- Denise, mariée à Ebbon de Déols (Châteauroux) ;
- Élisabeth, mariée à André d'Alluye(s) au Perche-Gouët, aussi seigneur de Vaujours et Chasteaux.

## Sources
- Josèphe Chartrou, L'anjou de 1109 à 1151, et Foulque de Jérusalem et Geoffroy Plantagenet, Paris , 1928, in-8°.
- Jean de Marmoutier, Historia Gaufredi, ducis Normannorum et comitis Andegavorum, dans le recueil des Chroniques des comtes d'Anjou et des seigneurs d'Amboise, publ. par Louis Halphen et René Poupardin, Paris, 1913.Château de montrichard.

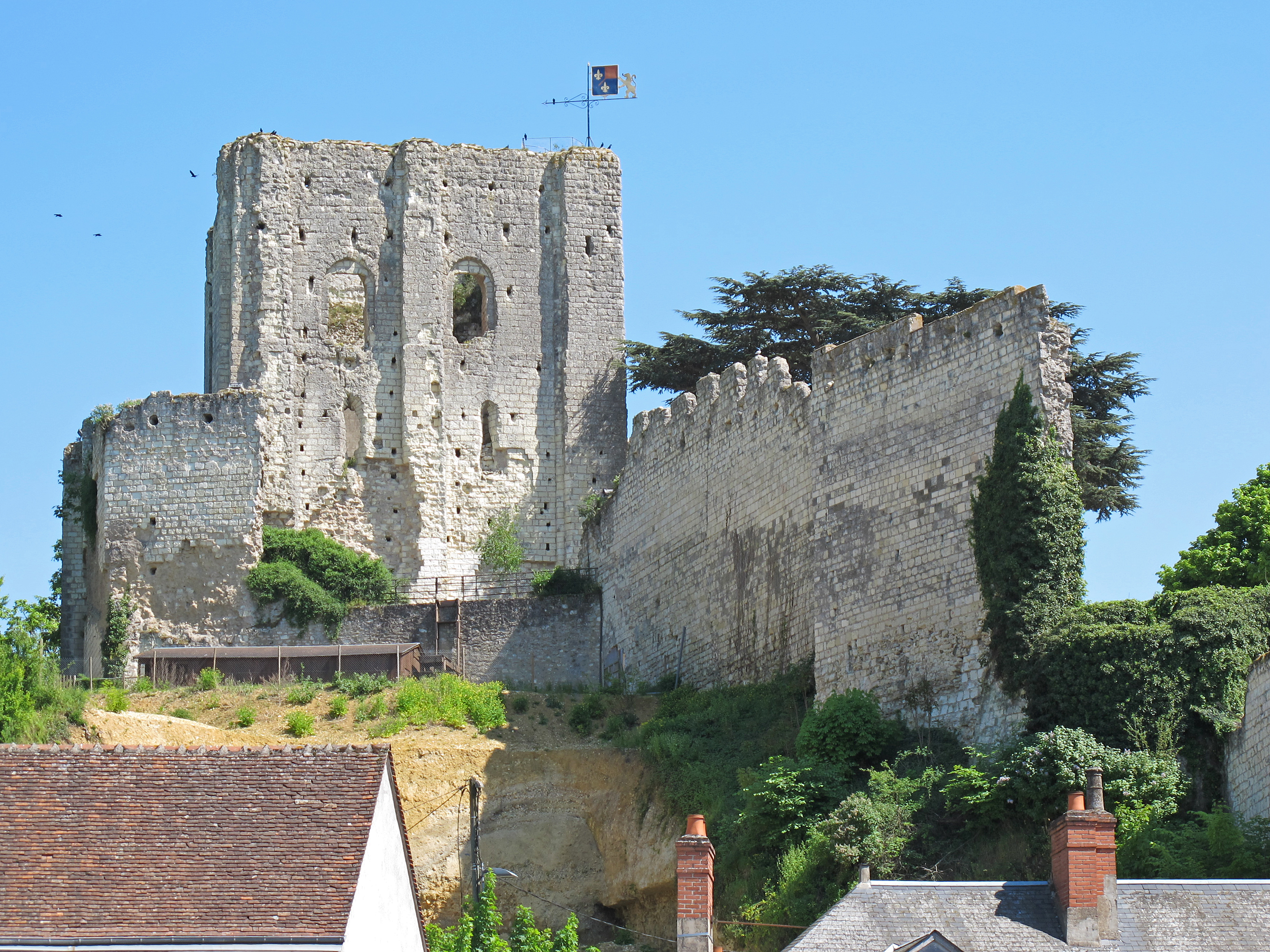
Château de montrichard.

- Histoire de Touraine  par J-L Chalmel . t 2, p. 14.